# Corno Stella (Lombardie)
Pour l’article homonyme, voir Corno Stella.
Le Corno Stella est une montagne qui s’élève à 2 620 ou 2 621 m d’altitude dans les Alpes bergamasques, en Italie. Il est situé en amont du val Brembana (it), au sud.